# Флора Спиър
Флора Спиър (на английски: Flora Speer) е американска писателка на произведения в жанра исторически и футуристичен любовен роман.

## Биография
Флора Спиър е родена през 1933 г. в Южен Ню Джърси, САЩ.
Първият ѝ роман „By Honor Bound“ е публикуван през 1988 г.
Живее със семейството си в Уест Хартфорд, Кънектикът.

## Произведения

### Самостоятелни романи
- By Honor Bound (1988)
- Venus Rising (1989)
- Much Ado About Love (1989)
- Castle of Dreams (1990)
- Destiny's Lovers (1990)
- Castle of the Heart (1990)
- Time and Time Again (1991)
- Viking Passion (1992)
- No Other Love (1993)
- Christmas Carol (1994)
Весела Коледа, Карол, изд.: „Калпазанов“, София (1995), прев. Диана Кутева
- Love Just in Time (1995)
- For Love and Honor (1995)
За любов и чест, изд.: „Калпазанов“, София (1995), прев. Радка Ганкова
- Lady Lure (1996)
- Heart's Magic (1997)
- The Magician's Lover (1998)
- Love Once and Forever (1999)
- Timestruck (2000)
- A Passionate Magic (2001)

### Серия „Пътуване във времето до Чарлмен“ (Charlemagne Time Travel)
1. A Time to Love Again (1993)
Време да обичаш отново, изд.: „Калпазанов“, София (1994), прев. Надежда Гаврилова
2. A Love Beyond Time (1994)

### Серия „Рицарите на лорд Ройс“ (Lord Royce's Knights) – ел. книги
1. So Great a Love (2014)
2. Cast Love Aside (2014)
3. True Love (2014)
4. Where Love Has Gone (2014)
5. Love Everlasting (2014)
6. Love Above All (2014)

### Общи серии с други писатели

#### Серия „Романтична приказка“ (Faerie Tale Romance)
- 7. Rose Red (1996)
Червена роза, изд.: „Калпазанов“, София (1998), прев. Катя Краевска

от серията има още 21 романа от различни автори